# Hermann von Roeder
Pour les articles homonymes, voir Roeder.
Friedrich Hermann von Roeder (né le 29 janvier 1797 à Grottkau, principauté de Neisse et mort le 10 mai 1857 à Breslau) est un général de division prussien.

## Biographie

### Origine
Hermann von Roeder est issu d'une famille noble immigrée de Hesse en Silésie, dont la noblesse n'est pas contestée en Prusse en 1761 et qui excelle notamment dans le métier militaire. Ses parents sont le général de division prussien Heinrich von Roeder (de) (1742-1821) et sa seconde épouse Henriette, née Trützschler von Falkenstein (de) (1762-1838). Huit de ses frères s'enrôlent également dans l'armée prussienne, dont quatre atteignent le grade de général. Un autre frère Gustav von Roeder (de) (1805-1878) est président du consistoire prussien à Breslau. Le lieutenant-général Friedrich Adrian Dietrich von Roeder est son oncle.

### Carrière militaire
Roeder commence sa carrière en 1812 en tant que carabinier dans le bataillon de fusiliers de Silésie, il est promu en 1813 d'abord au rang de Portepeefähnrich puis de sous-lieutenant. Il participe aux batailles de Lützen, Bautzen, Dresde et Kulm pendant la campagne d'Allemagne. Lors de la bataille de Leipzig, Roeder perd son bras gauche et passe du temps à l'hôpital militaire d'Altenbourg. C'est là qu'il est décoré de la croix de fer de 2e classe le 24 décembre 1813. Par la suite, il peut néanmoins assister aux sièges de Landrecies, Givet et Philippeville, mais quitte provisoirement le service actif le 6 mai 1815 avec une indemnité d'attente.
Dès juin 1815, Roeder reprend du service en tant qu'adjudant de la 6e brigade d'infanterie du 2e corps d'armée, mais passe la même année à la 4e brigade d'infanterie du 1er corps d'armée sous les ordres du lieutenant-général von Zieten. Toujours en 1815, il devient finalement adjudant au commandement général de Saxe. En 1817, Roeder est promu premier lieutenant et en 1821, il est promu capitaine et devient en même temps adjudant au commandement général du 4e corps d'armée.

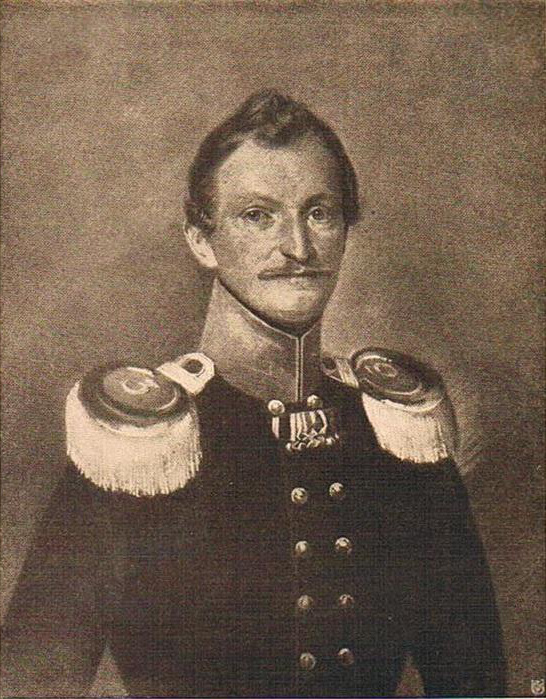
Hermann von Roeder en tant que commandant du 3e détachement de chasseurs à pied

En 1827, Roeder est agrégé aux 3e et 4e détachements de chasseurs et en 1828, il est classé comme commandant de compagnie en 1828. . En mars 1830, il devint commandant du 3e détachement de chasseurs à pied (de) à Lübben et reste à ce poste jusqu'en avril 1846. Entre-temps, il a été promu major en 1834 et lieutenant-colonel en 1844.
Dès mars 1846, Roeder est nommé commandant de bataillon du 8e régiment d'Infanterie. Un an plus tard, Roeder est promu colonel, est initialement chargé de diriger le 9e régiment d'infanterie, puis nommé commandant du régiment en 1848. En mai 1848, Roeder est nommé commandant de Wittemberg et le même mois, il est intégré au 9e régiment d'infanterie. En 1850, il devient commandant de Stralsund et le 10 août 1851, il reçoit l'ordre de l'Aigle rouge de 3e classe avec ruban. Le 23 mars 1852, il est promu major général et à la mi-janvier 1853, Roeder commande encore Breslau. C'est à ce poste qu'il décède et est enterré dans le caveau familial à Gohlau.

### Famille
En 1829, Roeder se marie avec la comtesse Marie Agnès Rosalie zu Lynar (1803-1890), fille du chambellan saxon et seigneur d'Ogrosen, le comte Ludwig zu Lynar et d'Ernestine von Knoch. Le mariage donne naissance à cinq enfants,.
1. Friedrich Hermann Heinrich Ludwig (1830–1909), colonel prussien marié en 1867 avec Mathilde von Könemann (de) (1842-1912)
2. Johanna Rosalie Henriette (1831–1906) mariée en 1860 avec Philipp von Keffenbrinck (de) (mort en 1899), héritier d'Alt Plestin et de Lusewitz
3. Andreas Gottlieb Ernst (1834–1901), capitaine prussien, héritier de Renz marié en 1856 avec Elisabeth von Colmar (1836–1873)
  1. Dietrich von Roeder (1861-1945), général d'infanterie
4. Ernst Karl Eugen (1836–1867), lieutenant prussien au 40e régiment d'infanterie[4]
5. Max Clemens (1837–1870), premier lieutenant prussien du 9e régiment de grenadiers, tué devant Champigny marié en 1868 avec Martha von Drigalski (1844–1920), fille du lieutenant général prussien Friedrich von Drigalski